# Eublemma uniformis
Eublemma uniformis is een vlinder van de familie van de spinneruilen (Erebidae). De wetenschappelijke naam van deze soort is voor het eerst voorgesteld als Thalpochares uniformis door Otto Staudinger in een publicatie uit 1879.
De soort komt voor in Iran en Kirgizië.